# 斯其苗
斯其苗（1966年1月—），浙江省诸暨市阮市镇横阔村人，美籍华裔物理学家，美国莱斯大学物理学和天体物理学讲座教授、量子磁性实验室主任，美国物理学会会士，英国皇家物理学会理事及研究员。

## 生平
斯其苗1966年1月（一说为1965年12月）生于浙江省诸暨市阮市镇横阔村，曾在杨梅桥中学就读，后因成绩出众被选入店口中学提高班。1981年，斯其苗考入中国科学技术大学少年班，1986年获物理学学士学位。同年通过CUSPEA项目考取赴美留学，进入芝加哥大学继续学习物理，1991年获得博士学位。之后在美国罗格斯大学、伊利诺伊大学香槟分校做博士后。1994年获得莱斯大学教职。
斯其苗主要研究凝聚态物理理论，尤其是强关联体系的理论。
斯其苗2009年被聘为长江学者讲座教授，2012年入选中组部千人计划（B类），后兼任中科院物理所凝聚态理论与计算实验室研究员、博士生导师。